# مبارز (فیلم ۲۰۱۵)
مبارز (به روسی: Воин، رمانیزه شده: Voin) یک فیلم ورزشی و درام محصول سال ۲۰۱۵ سینمای روسیه به کارگردانی الکسی آندریانوف با بازی سرگئی بوندارچوک جونیور، ولادیمیر یاگلیچ، فئودور بوندارچوک و سوتلانا خودچنکووا است.
این فیلم داستان دو برادر، ورزشکاران حرفه‌ای هنرهای رزمی ترکیبی و پدرشان، مربی مبارز را روایت می‌کند. طرح تصویر شباهت زیادی با فیلم آمریکایی سال ۲۰۱۱ به همین نام دارد.
این فیلم در اکران روسی در ۱ اکتبر ۲۰۱۵ منتشر شد. همچنین فیلم سه نامزدی برای جایزه عقاب طلایی دریافت کرد: بهترین فیلمبرداری، بهترین موسیقی فیلم و بهترین تدوین.

## خلاصه داستان
فیلم دربارهٔ وظیفه و ارزش‌های زندگی می‌گوید که از منشور زندگی دو برادر نشان داده می‌شود: افراد قوی و مغرور. داستان یک خانواده، از زخم‌هایی در دل‌هایی که ده‌ها سال به درد می‌خورد، از دردهایی که گاه بی‌فکرانه ایجاد می‌شود، و دربارهٔ بخشش، که همیشه باید در زندگی اتفاق بیفتد.

## ساخت
این فیلم در ۳۳ روز فیلمبرداری شد. هشت نبرد مسابقات در چهار روز فیلمبرداری شد.